# Тридцять випадків майора Земана
«Тридцять випадків майора Земана» (чеськ. Třicet případů majora Zemana) — чехословацький детективний багатосерійний телевізійний художній фільм, який розповідає про офіцера Корпусу національної безпеки Яна Земана та його непримиренної і повної небезпеки боротьби проти ворогів соціалістичної чехословацької держави.
Фільм є відображенням післявоєнної історії Чехословаччини. Він охоплює проміжок часу довжиною майже тридцять років. Кожному році відповідає якусь одну справу, що особливо запам'яталася Земану. Глядач у такий спосіб не тільки дивиться захоплюючий серіал, але і згадує історію Чехословаччини.
Прем'єра фільму була приврочена до тридцятиріччя Корпусу національної безпеки. Фільм був покликаний захищати та популяризувати діяльність органів безпеки соціалістичної Чехословаччини і висвітлити діяльність противників соціалістичного ладу, для чого в фільмі були задіяні найзнаменитіші і улюблені актори чехословацького кіно і телебачення.

## Сюжет
Молодий чеський робітник Ян Земан повертається в 1945 році з концтабору. Він хоче знайти тих, хто видав його гестапо в 1942 році. Так починається його служба в органах безпеки, яка триватиме майже тридцять років. У сорокові роки Земан бореться з недобитми фашистськими поплічниками, які прагнуть знищити в зародку нову народну держави, в п'ятдесяті — з куркулями й противниками колективізації, в шістдесяті — із залишками фашистської агентури, які перейшли на службу західних розвідок, а в сімдесяті роки майор Земан героїчно бореться з дисидентами. Є серія і про події Празької весни 1968 року.